# Sommer-Paralympics 2004/Leichtathletik/4 × 100 m Staffel
Die Ergebnisliste der 4-mal-100-Meter-Staffel-Läufe bei den Sommer-Paralympics 2004 in Athen

## Männer

### T11-T13
| Platz | Land | Athlet                                                                             |
| ----- | ---- | ---------------------------------------------------------------------------------- |
| 1     | CHN  | Qifeng Duan, Li Qiang, Yansong Li, Shun Qi, Xiang Xu, Xiaocheng Xu                 |
| 2     | CUB  | Irving Bustamante, Enrique Cepade, Fernando González, Adrian Iznaga, Angel Jimenez |
| 3     | VEN  | Anibal Bello Oduver Daza Ricardo Santana Jose Villarreal                           |

### T35-T38
| Platz | Land | Athlet                                                            |
| ----- | ---- | ----------------------------------------------------------------- |
| 1     | AUS  | Paul Benz Darren Thrup Benjamin Hall Tim Sullivan                 |
| 2     | CHN  | Mian Che Yi Lu Chen Yang Wenjun Zhou                              |
| 3     | UKR  | Andriy Zhytlsov Oleksandr Driha Serhiy Norenko Andriy Onufriyenko |

### T42-T46
| Platz | Land | Athlet                                                       |
| ----- | ---- | ------------------------------------------------------------ |
| 1     | USA  | Raphew Reed Casey Tibbs Danny Andrews Brian Frasure          |
| 2     | FRA  | Xavier Dracoullec Sebastien Barc Serge Ornem Dominique Andre |
| 3     | AUS  | Heath Francis Stephen Wilson Neil Fuller Don Elgin           |

### T53-T54
| Platz | Land | Athlet                                                                                        |
| ----- | ---- | --------------------------------------------------------------------------------------------- |
| 1     | THA  | Sopa Intasen, Supachai Koysub, Pichet Krungget, Rawat Tana, Prasit Thongchuen, Prawat Wahorum |
| 2     | AUS  | Richard Colman Kurt Fearnley Richard Nicholson Geoff Trappet                                  |
| 3     | FRA  | Pierre Fairbank Ludovic Gapenne Claude Issorat Hubert Locco                                   |